# (200352) 2000 KH37
(200352) 2000 KH37 es un asteroide perteneciente al cinturón exterior de asteroides descubierto el 24 de mayo de 2000 por el equipo del Spacewatch desde el Observatorio Nacional de Kitt Peak, Arizona, Estados Unidos.

## Designación y nombre
Designado provisionalmente como 2000 KH37.

## Características orbitales
2000 KH37 está situado a una distancia media del Sol de 3,247 ua, pudiendo alejarse hasta 3,477 ua y acercarse hasta 3,017 ua. Su excentricidad es 0,070 y la inclinación orbital 10,70 grados. Emplea 2137,51 días en completar una órbita alrededor del Sol.

## Características físicas
La magnitud absoluta de 2000 KH37 es 15,2. Tiene 5,586 km de diámetro y su albedo se estima en 0,057. 